# Soyaux
Soyaux is een gemeente in het Franse departement Charente (regio Nouvelle-Aquitaine). De gemeente telde 10.057 inwoners op 1 januari 2022. De plaats maakt deel uit van het arrondissement Angoulême.
De gemeente ligt ten oosten van Angoulême en sluit aan op de stedelijke agglomeratie.

## Geschiedenis

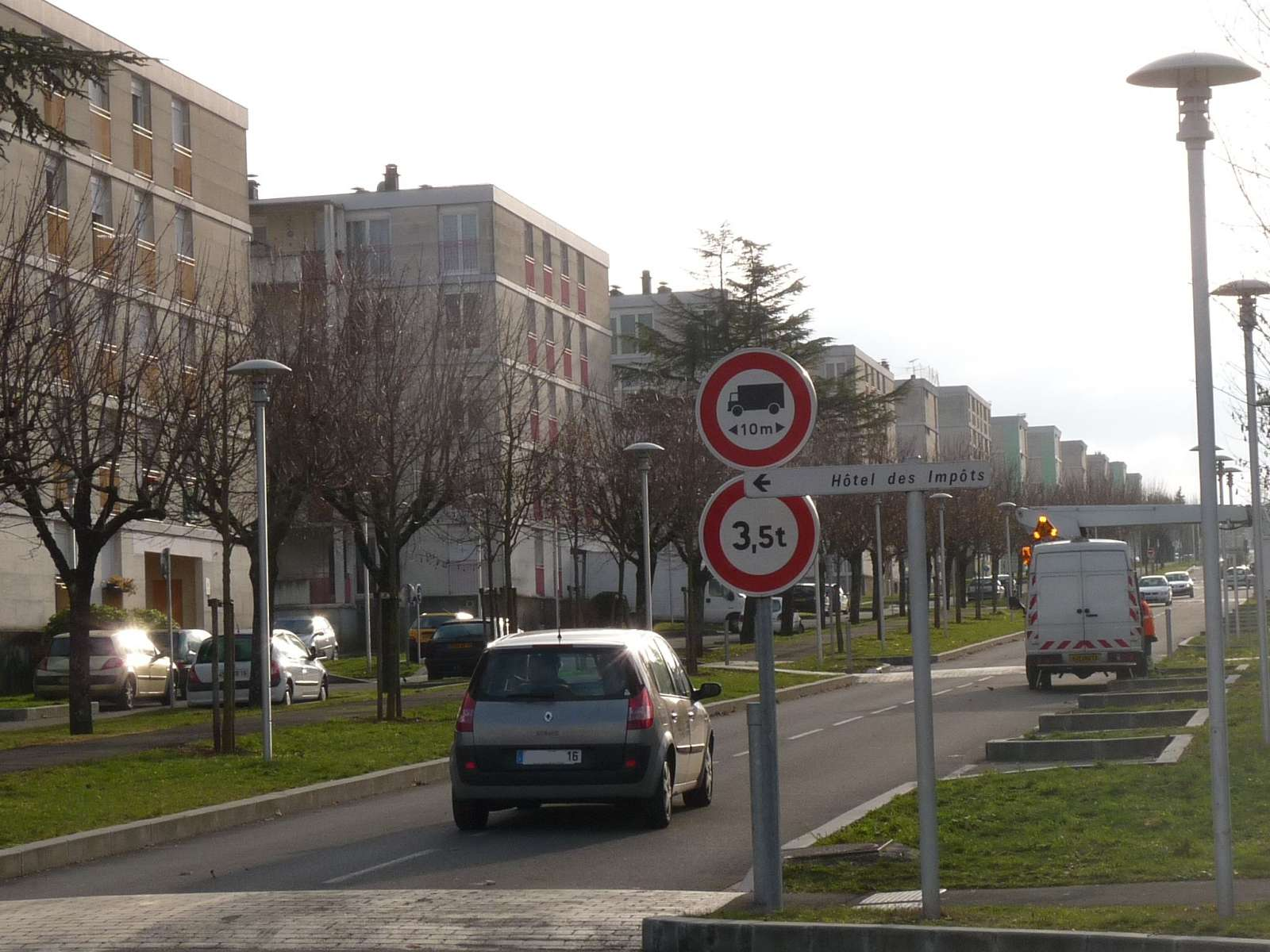
Hoogbouw in de wijk Champ de Manœuvre

Aan het begin van de 19e eeuw telde de gemeente maar iets meer dan 500 inwoners. In de loop van de eeuw ontwikkelde de gemeente zich langs de Route de Périgueux (D939). Er kwam een groot militair oefenterrein in de gemeente voor de troepen gekazerneerd in Angoulême. Na de Eerste Wereldoorlog werden hier tanks getest en tijdens het interbellum was er ook een vliegveld. Eind jaren 1950 werd op dit terrein begonnen met de bouw van een nieuwe hoogbouwwijk die de naam Champ de Manœuvre kreeg. In 2002 werd een viaduct over de Anguienne gebouwd.

## Geografie
De oppervlakte van Soyaux bedroeg op 1 januari 2022 12,76 vierkante kilometer; de bevolkingsdichtheid was toen 788,2 inwoners per km².
De Anguienne vormt de zuidelijke grens van de gemeente. De vallei van deze rivier is een Natura 2000-site. De Brandes de Soyaux is een 70 ha groot heidegebied, het grootste van het departement.
In de gemeente liggen de gehuchten Antornac (noordoosten), Pétureau en Peu.
De onderstaande kaart toont de ligging van Soyaux met de belangrijkste infrastructuur en aangrenzende gemeenten.

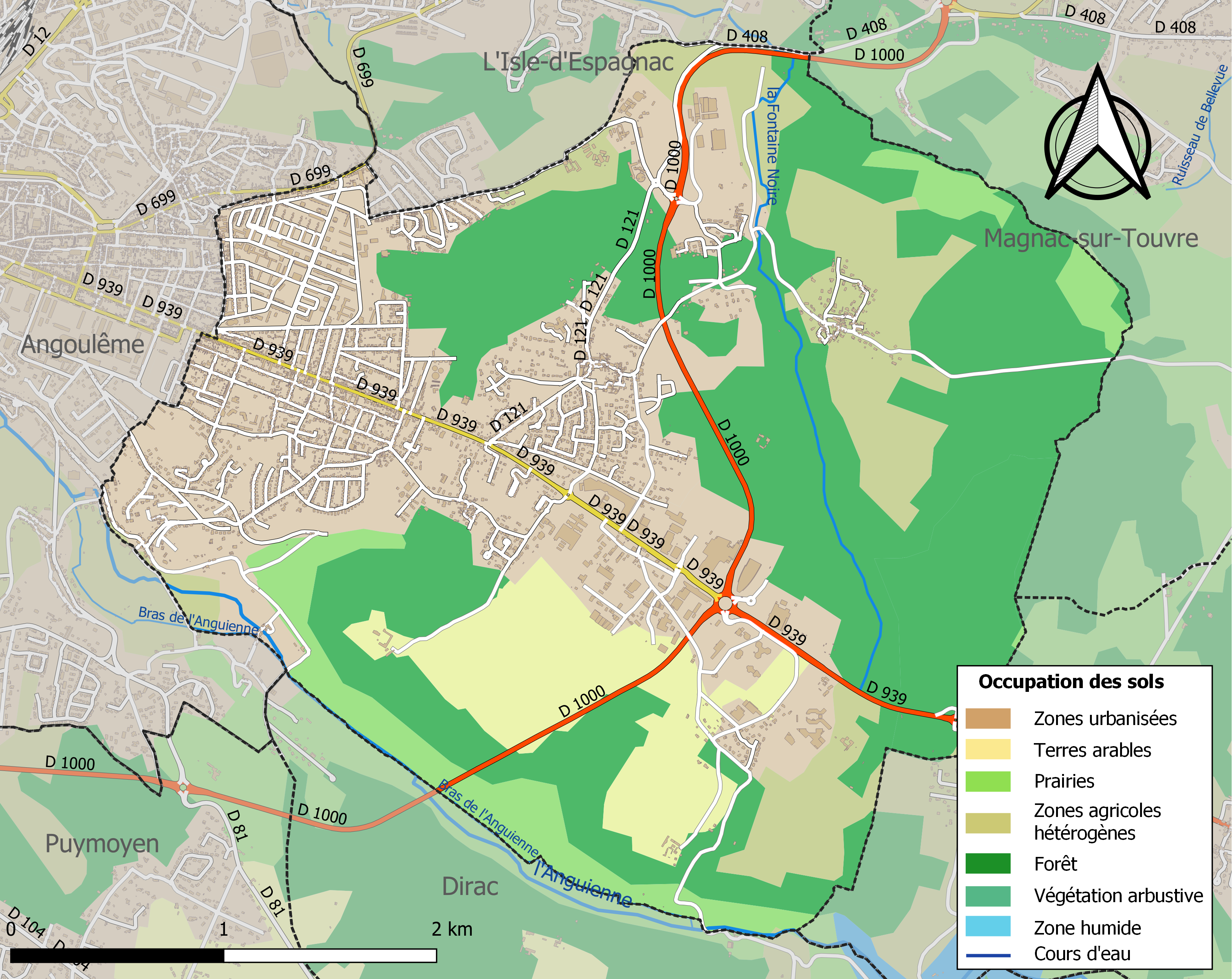

## Demografie
Onderstaande figuur toont het verloop van het inwonertal (bron: INSEE-tellingen).

## Bezienswaardigheden
- Kerk Saint-Matthieu (12e eeuw)
- Logis de Montboulard
- Logis de Frégeneuil (15e en 18e eeuw)

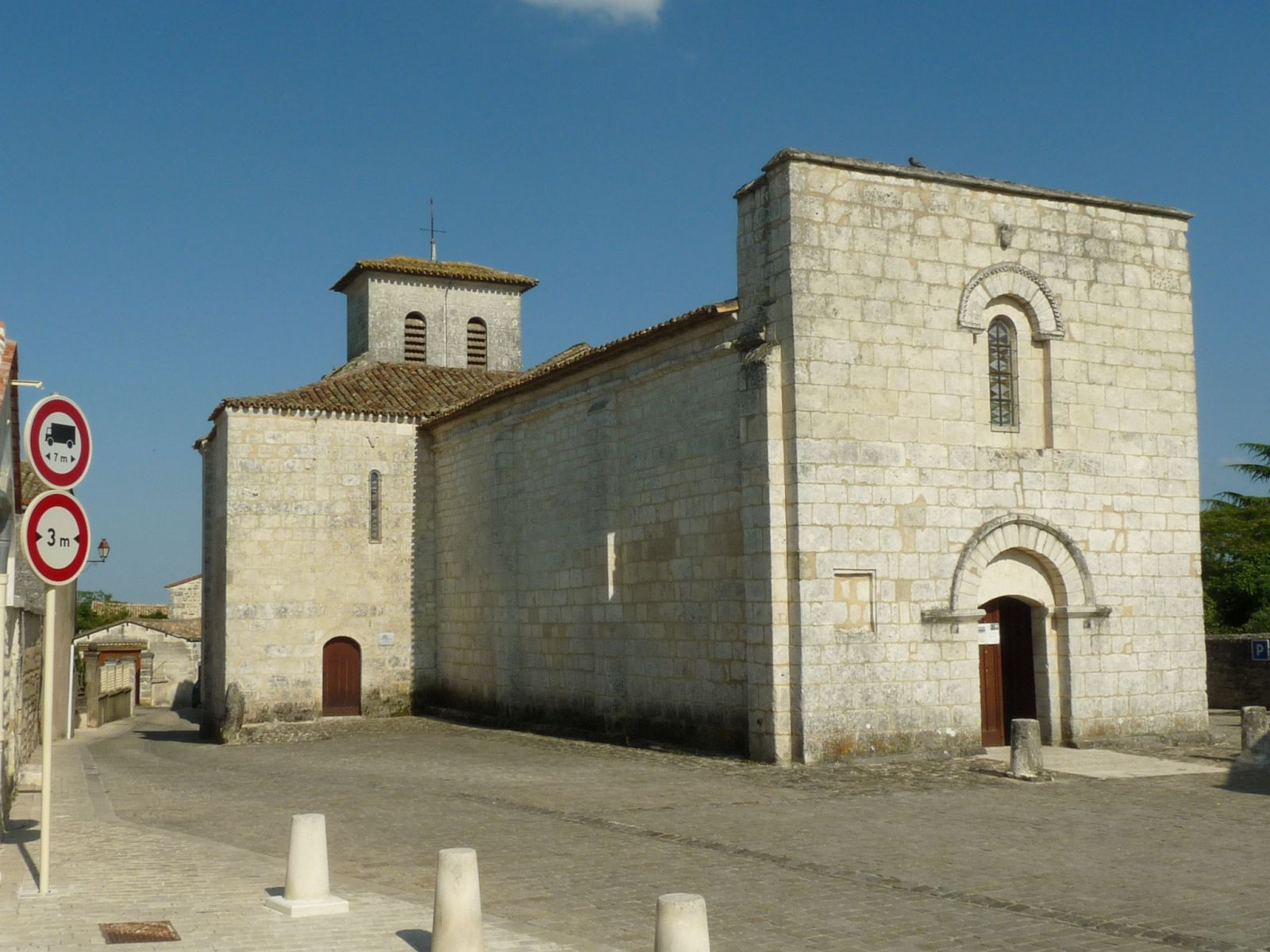
Kerk Saint-Matthieu
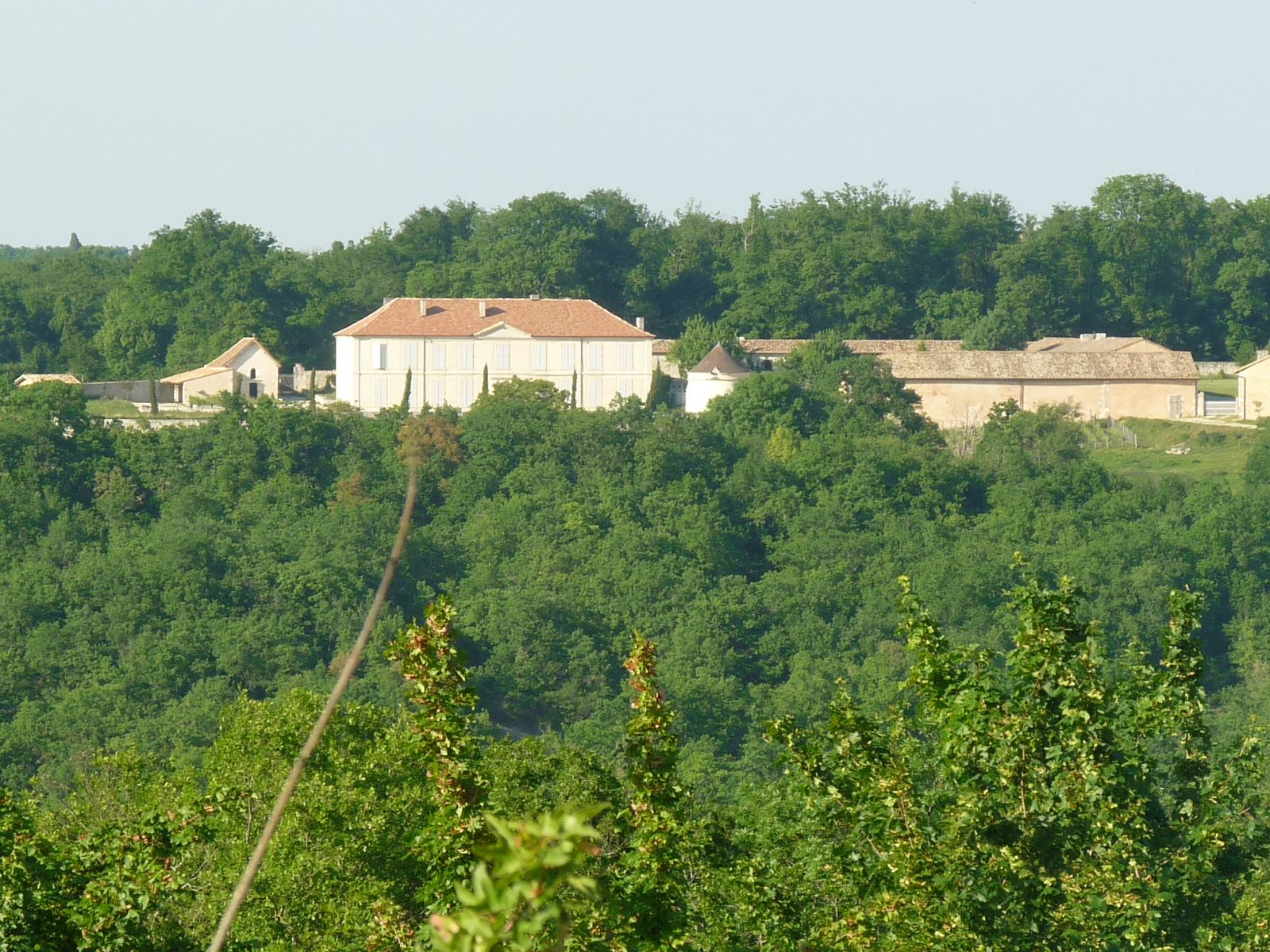
Logis de Frégeneuil
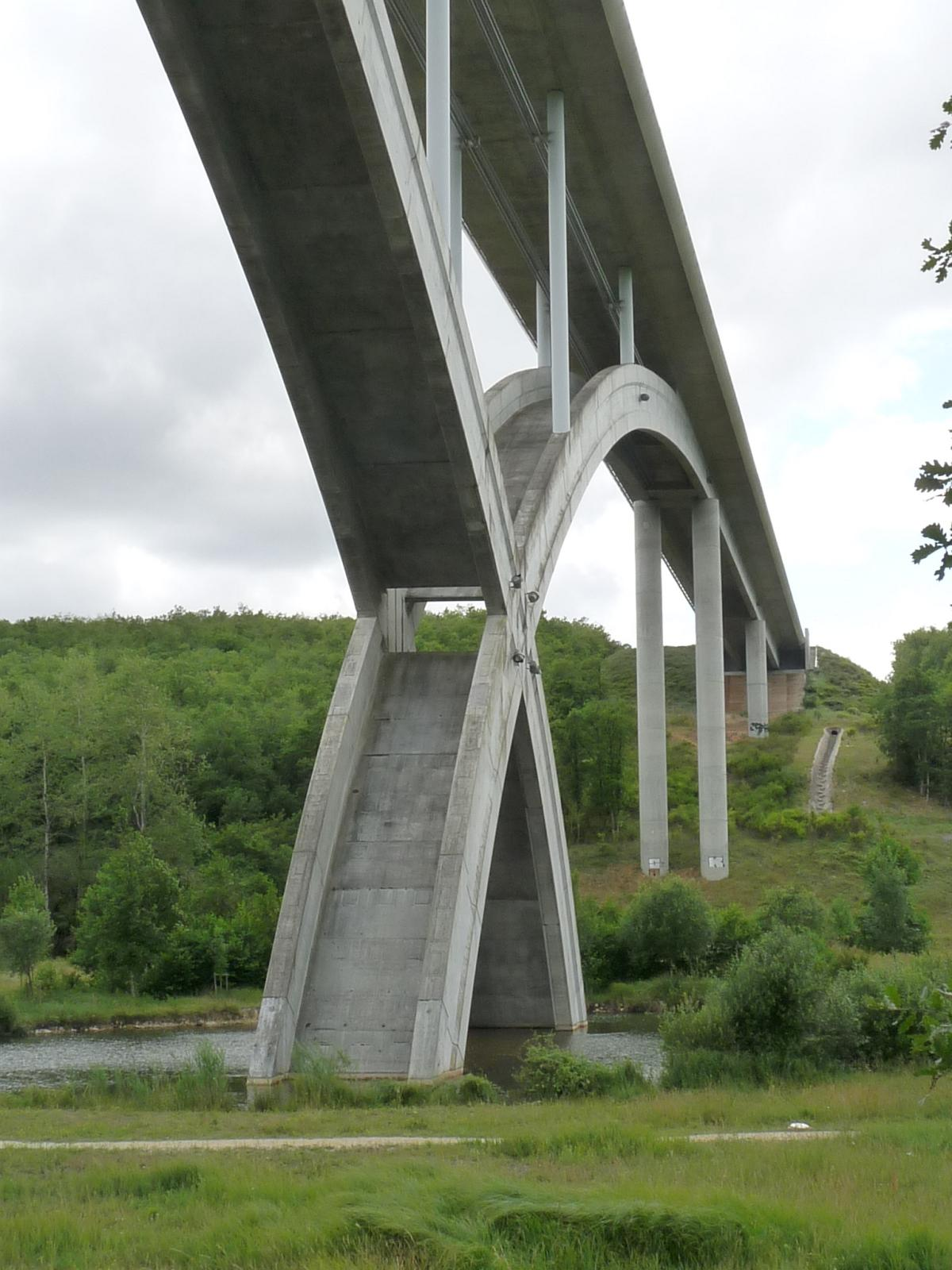
Viaduc de l'Anguienne
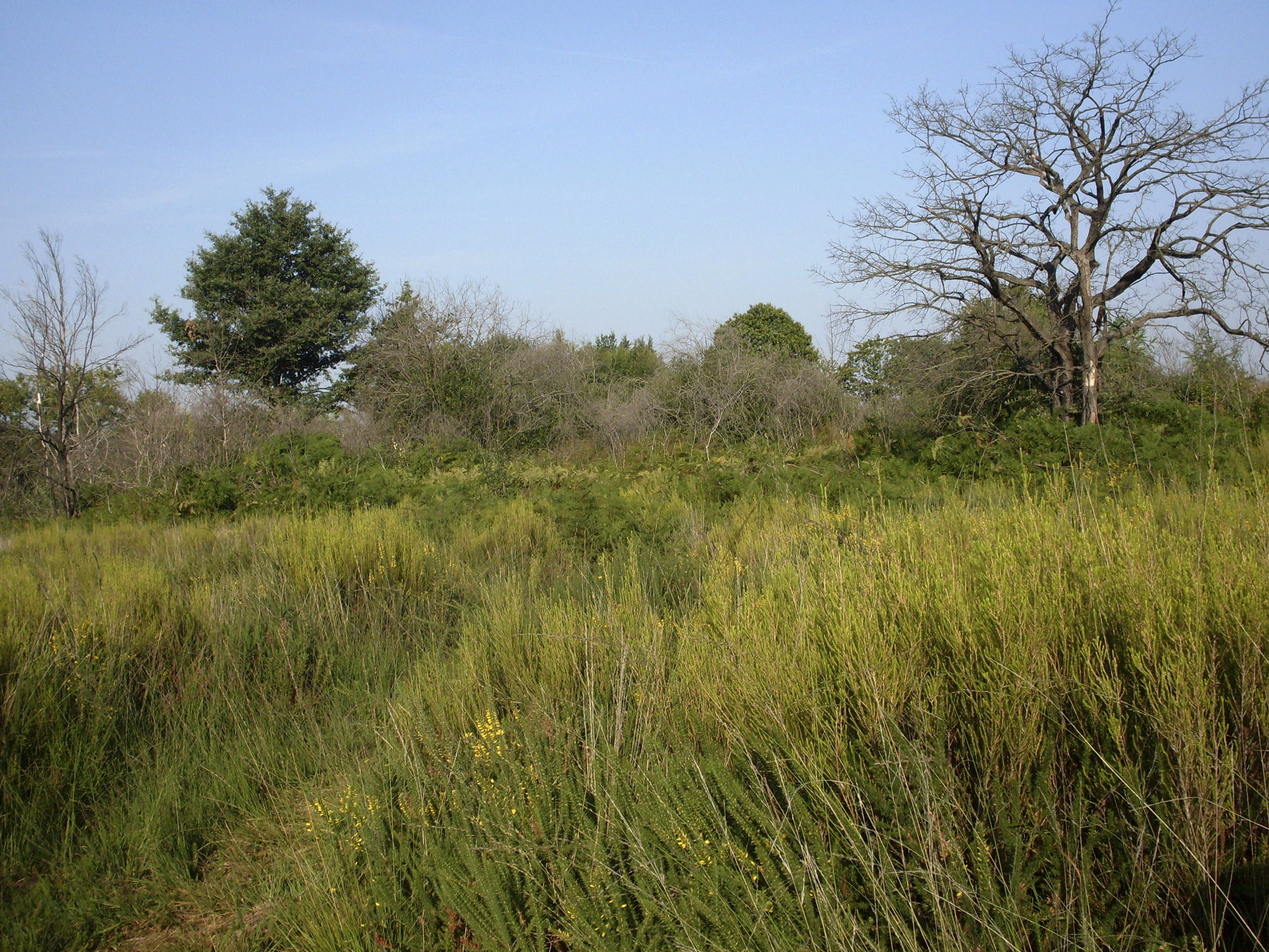
Brandes de Soyaux